# 4-Chlormercuribenzoesäure
4-Chlormercuribenzoesäure ist eine organische Quecksilber-Verbindung, die als Protease-Inhibitor vor allem in der Biochemie Anwendung findet.

## Biochemische Eigenschaften
PCMB reagiert mit SH-Gruppen (Thiolgruppen) in Proteinen und ist somit ein Inhibitor für Enzyme, die abhängig sind von einer SH-Reaktivität.
Es inhibiert die Cystein-Protease Papain, aber auch die Acetylcholinesterase von Säugetieren.

## Verwendung
Aufgrund seiner SH-Reaktivität wird es in speziellen Titrationen zur Quantifizierung von Thiolgruppen in Proteinen verwendet.